# Mödrar och söner
Mödrar och söner är en roman från 1991 av Per Anders Fogelström. Romanen utspelar sig i Stockholmsstadsdelen Kungsholmen, under en tidsperiod av 30 år, mellan åren 1887 och 1917. Karaktärerna är både fiktiva och hämtade från samtidens kända personer, till exempel skarprättare Anders Gustaf Dahlman, garvare Eugèn Lundin, pastor Carl Bergö och författaren Maria Sandel. Mödrar och söners huvudteman är relationer mellan föräldrar och barn, klassamhället och förvandlingen av Kungsholmen som stadsdel. Boken kretsar kring två familjer, en arbetarfamilj och en övre medelklassfamilj, och vi får följa deras vardag och olika livsvillkor på Kungsholmen.

## Handling
Den fattiga arbetarflickan Lilly Holm väntar barn med borgarsonen Konrad Lundström, som dock inte vill gifta sig med en arbetarflicka. Trots att Konrad inte vill erkänna faderskapet och dela sitt liv med Lilly, vill han ändå hjälpa henne och barnet till ett drägligt liv. Mot betalning går hans vän Gustaf - som har en reumatisk sjukdom - med på att gifta sig med Lilly och ta på sig fadersrollen. Detta leder till att barnet får fler möjligheter i livet genom att det föds inom äktenskapet 
Efter att ha ingått äktenskap med Gustaf föder Lilly en son som får namnet Rolf. Trots att deras äktenskap inte byggde på kärlek när det ingicks, utvecklas deras relation så småningom till en nära och kärleksfull relation. 
Rolf växer upp, och i och med Gustafs död tas han in på frimurarbarnhemmet på Kristineberg, en inrättning, där arbetarbarn får möjlighet till utbildning och att lära ett yrke. Åren på inrättningen blir hårda, och Rolf längtar ofta hem. När åren på Kristineberg äntligen är över, får han genom en släkting möjligheten att börja arbeta som brevlådetömmare inom Posten. 
Konrad har en komplicerad relation med sin mor Carla, som inte vill låta honom bli vuxen och bilda familj. Hon vill vara den enda kvinnan i sin sons liv. Genom sitt arbete träffar Konrad en kvinna som heter Margit Gren. De börjar sällskapa, men deras relation måste hållas hemlig på grund av Konrads mor. Margit går med på att vara en del av lögnerna, då hon vet att bara Konrads mor dör, kommer de att kunna gifta sig och leva som normala människor. 
Hemligheten, att Konrad är Rolfs biologiske fader avslöjas aldrig. Lilly vill aldrig att sanningen ska komma fram, då det skulle få henne att framstå som en dålig kvinna, då hon blivit gravid utan att vara gift. De gånger Konrad möter sin son, väljer han att inte avslöja sanningen, då det vore ett svek mot pojken.

## Romanfigurerna
- Lilly Holm
- Amalia Holm – Lillys mamma
- Tore Holm – Lillys pappa
- Agda Holm – Lillys lillasyster
- Kristina – Lillys mormor
- Konrad Lundström
- Carla Lundström – Konrads mamma
- Wilhelmina – Konrads moster
- Gustaf Bengtsson – vän till Konrad, gifter sig med Lilly och tar på sig faderskapet till Rolf
- Rolf Bengtsson – Lillys och Konrads son
- Margit Gren – Konrads fästmö
- Rosa – Rolfs fästmö
- Rudolf Sandström – Agdas man